# Amina Wadud
Amina Wadud (en arabe : آمنه ودود), née le 25 septembre 1952 à Bethesda au Maryland (États-Unis), est professeure d’études islamiques de l’université du Commonwealth de Virginie et l'une des figures de proue du féminisme musulman. Tenante de positions libérales, elle refuse toute interprétation littérale du Coran, prône l'égalité entre hommes et femmes, et se dit même en faveur de l'autorisation du mariage entre personnes de même sexe entre musulmans. Elle a fait sensation, en mars 2005, en dirigeant la prière du vendredi, la salāt, devant une assemblée mixte, contestant ainsi la fonction exclusivement masculine de l'imamat. Se disant consciente que « pour certains, le féminisme islamique est un oxymore », elle s'affirme pourtant comme simultanément « pro-foi et pro-féministe ».

## Biographie
Afro-Américaine, Amina Wadud est née d'un père pasteur méthodiste et d'une mère dont les ancêtres étaient des esclaves musulmans, dont les origines arabes, berbères et africaines remontent jusqu'au VIIIe siècle. Wadud fait ses études à l'université de Pennsylvanie de 1970 à 1975. En 1972, elle se convertit à l'islam en récitant la chahadah, sans connaître l'origine de ses ancêtres maternels. Durant cette période, elle se familiarise avec le Black power ainsi qu'avec la seconde vague féministe. Rejoignant en partie les analyses du Black feminism, elle déclare qu'« en 1972, l’islam m’a offert une échappatoire au phénomène accablant de la double oppression en tant que femme afro-américaine », bien qu'elle ait été par la suite très critique du mouvement des Black Muslims, qui élevait, de façon superficielle, la femme sur « un piédestal ».
Wadud reçoit ensuite son master en études du Moyen-Orient et son doctorat en études arabes et islamiques à l'université du Michigan en 1988. Elle étudie la langue arabe en Égypte à l'université américaine du Caire, les études coraniques et le tafsir à l'université du Caire et la philosophie à l'université d'Al-Azhar. À la fin des années 1980, Wadud rencontre les Sisters in Islam en Malaisie, un groupe de féministes musulmans.
Amina Wadud a été la première femme à diriger le sermon introductif (khutbah) dans une mosquée, en l'occurrence la mosquée du Cap en Afrique du Sud (Claremont Mosque), en avril 1994. Elle a aussi soulevé une controverse aux États-Unis en dirigeant la prière du vendredi (la salat) de plus de cent musulmans et musulmanes le 18 mars 2005, rompant la tradition selon laquelle les imams, dirigeant les prières, devaient nécessairement être masculins.
Elle est nommée professeure en études islamiques (Islamic studies) à la Virginia Commonwealth University en 2007.
En juin 2018, dans le cadre de l’affaire Tariq Ramadan, elle demande une « procédure équitable » pour Tariq Ramadan incarcéré depuis le 2 février après des plaintes pour viol.

## Œuvre
Amina Wadud s'est principalement intéressée à la question du genre et du rapport entre hommes et femmes à l'intérieur de l'islam, ainsi qu'aux études coraniques. Elle publie ainsi Qur'an and Woman: Rereading the Sacred Text from a Woman's Perspective (traduit en français aux éditions Tarkiz sous le titre Le Coran et la femme), qui utilise les outils de l'exégèse moderne pour démontrer que le Coran n'a, en soi, rien de sexiste, contenant au contraire en lui-même les principes d'une égalité des genres. L'analyse textuelle suivie par Wadud vise à distinguer, dans le Coran, entre les éléments proprement historiques (tels, par exemple, que les commandements invitant au djihad mineur) et ceux plus spécifiquement universels. Paraphrasant Simone de Beauvoir, Wadud affirme qu'« on ne naît pas musulman, mais qu'on le devient ». Elle est aussi convaincue que « le personnel est politique », s'inscrivant ainsi dans la lignée de la Nouvelle gauche ayant émergé dans le contexte de la guerre du Viêt Nam.
Son dernier livre, Inside the Gender Jihad: Women's Reform in Islam (À l'intérieur du jihad pour le genre : la réforme des femmes dans l'islam), a été publié en 2006. Tout en continuant la lecture du Coran, Wadud se présente en plus dans cet ouvrage en tant que femme musulmane, mère (de cinq enfants) et sœur, militante et savante. Dans un entretien à Libération, Amina Wadud déclare ainsi :

« J’ai entrepris des recherches : en quatorze siècles, il ne s’était pas écrit une ligne sur des interprétations féminines des écritures. Or, dans le Coran, il y a davantage de versets sur la justice sociale liée aux femmes que sur tout autre type de justice. Quant à la notion de féminisme, elle est ambiguë car très connotée. Il y a d’ailleurs des mouvements musulmans athées, et cela me paraît très bien. Mais nous, on se place dans une perspective religieuse, on cherche la complémentarité avec l’homme, pas le conflit. Je porte le hijab (foulard) et ce n’est pas une marque d’oppression, c’est un choix. En résumé, nous ne voulons pas être des Occidentales modernes, mais des musulmanes modernes. »

Wadud se déclare postmoderniste, et analyse la résurgence de l'islam dans le monde comme mouvement participant à la postmodernité, laquelle serait une redéfinition du passé afin d'ouvrir un avenir dynamique. Selon elle, la religion musulmane est en évolution constante, progrès qui aurait été arrêté avec le colonialisme. Dès lors, ce qu'on analyse, dans les pays occidentaux, comme résurgence de l'islam, serait selon elle en fait le renouement de la religion musulmane avec sa propre identité dynamique, fondée entre autres sur l' ijtihad (ou interprétation, y compris personnelle, du Coran). Wadud définit la « pensée progressive islamique » comme façon de soutenir l'intégrité de la religion musulmane en promouvant son caractère dynamique.
Concernant le rapport entre le patriarcat et l'islam, elle affirme :

« L'islam, dans son articulation originelle, est très patriarcal. Il y a des aspects de l'articulation coranique qui corroborent le patriarcat contemporain. Mais je ne pense pas que ce patriarcat fasse partie de l'universalité de l'islam. Je pense au contraire que c'est un déplacement fonctionnel, qui a permis à l'islam d'entrer dans le cadre de son temps. »

En d'autres termes, elle refuse toute essentialisation du lien entre l'islam et le patriarcat, considérant ce dernier comme phénomène qui n'a rien de spécifique à l'islam, et affirmant que le lien islam-patriarcat n'est pas « inhérent à l'islam lui-même, mais au contexte de son origine » historique. Selon elle,

« L’oppression des sexes est donc contraire à l’islam et il incombe à ceux qui sont conscients de la complexité même de l’existence humaine de créer une réalité vivante qui défie l’oppression des sexes ou toute autre forme d’oppression fondée sur la race, la classe sociale, l’ethnie ou l’orientation sexuelle. »

Wadud en appelle par conséquent à une « réforme radicale » et à « une notion dynamique de la shariah », critiquée dans son état actuel et historique comme fondamentalement patriarcale. Concernant le hijab (voile), Wadud a des positions très nuancées, soulignant les différents usages de celui-ci, par exemple en Turquie ou en Iran. Sa critique principale consiste à refuser tout caractère obligatoire de celui-ci, en déclarant que le « hijab n'est pas supérieur hiérarchiquement au concept de modestie », et qu'il peut y avoir différentes manières d'incarner cette modestie, considérée comme valeur spirituelle de l'islam. Elle-même porte le voile mais peut l'enlever, n'en faisant pas une question de principe.